# Stichopathes bispinosa
Stichopathes bispinosa är en korallart som beskrevs av Sophia L.M. Summers 1910. Stichopathes bispinosa ingår i släktet Stichopathes och familjen Antipathidae. Inga underarter finns listade i Catalogue of Life.